# KTVニュースフラッシュ
『KTVニュースフラッシュ』（ケイティーブイ ニュースフラッシュ）は、1977年4月から2014年3月30日まで関西テレビで放送されていたスポットニュースである。番組表上では「KTVニュースフラッシュ・天気予報」と表記されていた。

## 概要
フジテレビ発の『FNNニュース・明日の天気』→『FNNレインボー発』のタイトル差し替え版であり、ニュースパートでは基本的にこれらを同時ネットしていた。ただし、近畿地方で大きな事件・事故などが起きた場合には、自社のローカルニュースに差し替えることがあった。
2010年2月1日からは、自社のローカルニュースでも『FNNレインボー発』と同様の事前原稿打ち込み方式での字幕放送を行っていた。
『FNNレインボー発』が2014年春の改編で『FNN NEWS Pick Up』へリニューアルするのに伴い、番組は同年3月30日に同タイトルでの放送を終了。その2日後からは『KTV NEWS Pick Up』と題して放送されていた。

## 放送時間
- 毎日 20:54 - 21:00
- かつては20:00前にも放送があったが、内容自体はフジテレビの『ショットガン』→『FNNニュース』のタイトル差し替え版だった。
- 2002年9月30日から2003年3月28日までは一旦15:25からの放送を無くし、その分を夕方の『FNNスーパーニュースほっとKANSAI』に充てていたことがある。
- 2010年10月1日までは14:05からの放送もあったが、同年10月4日からは『あっぷ&UP!』に内包される形になり（エンディング直前の14:54頃から2分程度の放送）、単独番組としての放送は無くなった。ただし、祝日などでこの時間帯が特別編成になる場合に限り、その後も単独番組として放送されることがあった。また、重大事件が発生した場合には、放送開始時刻を14:05からに変更した上で内包を中止し、オープニングとエンディングを差し替え、フジテレビの『レインボー発』をネットする場合があった）。その後も情報番組に内包される形が続いたが、2013年9月30日に『KTVニュース』として単独番組としての放送を再開した。